# سیارک ۱۷۵۵۸۶
سیارک ۱۷۵۵۸۶ (به انگلیسی: 175586 Tsou، نامگذاری:2006TU106) صد و هفتاد و پنج هزار و پانصد و هشتاد و ششمین سیارک کشف شده‌است که در ۱۵ اکتبر ۲۰۰۶ کشف شد.